# Moller Ede
Moller Ede (Nagyszombat, 1853. február 12. – Sopron, 1882. április 12.) főreáliskolai tanár, esztéta, lapszerkesztő.

## Élete
Moller Ede kereskedő és Berzáczy Aloizia fia. Már gyermekkorában gyönge testalkatú volt és gyakran betegeskedett. A gimnáziumot Pozsonyban és Nagyszombatban végezte; utóbbi helyen tette az érettségit. A budapesti egyetemre kerülvén, egész lélekkel a tudományoknak szentelte magát; alaposan tanulmányozta kedvelt tudományait: a filozófiát, esztétikát, a modern filológiát és az irodalmakat. Riedl Szende fölismerte benne a tehetséget és irodalmi munkásságra serkentette. Mikor az egyetemen a bölcseleti kurzust bevégezte, a budapesti VII. kerületi főreáliskolához ideiglenes tanárnak hivták meg. 1875-ben pedig a soproni, akkor még városi reáliskolához helyettes tanárnak választatott. 1877 februárjában ugyanazon iskolában a magyar és német nyelv és irodalomnak rendes tanára lett, mely állásában 1880-ben véglegesíttetett. Az irodalmi művészeti kör megalapításában buzgólkodott, egész erejét a kör felvirágzásának szentelte, gyakran felolvasott és a körnek másodelnöke is volt. A Frankenburg-jubileum megtartását, mely Sopronban a magyar nemzetiség diadalünnepe volt, ő hozta indítványba másodmagával. Rajongott a művészetekért, azért Pestre évenként, Bécsbe többször is utazott; az 1881. évi szünidő alatt Olaszországot utazta be és meglehetősen kimerülve érkezett haza társai közé; ezen utazása tapasztalataiból a Florenczben című részletet az irodalmi és művészeti körben felolvasta és ez volt hattyúdala.
Cikkei a soproni főreáliskolai Értesítőben (1876. Toldy-gyászünnepély, beszéd, 1880. Széchenyi István emlékezete); a Figyelőben (1876. Zalán futása); a Sopronban (1879. 89. sz. Tompa Mihály); az Ellenőrben (1879. 15., 17. sz. Frankenburg); az Egyet. Philolog. Közlönyben (1880. De vita Antonii Bonfinii. Altdorf, 1698).

## Munkái
- Magyar Kalliope. Széptani fejtegetés. (Szigeti veszedelem. Zalán futása. A kiovi csata), Sopron, 1877. (Ism. Kassa és Vidéke 19., Petőfi-társaság Lapja 19., Sopron 18., 19.).
- Ilosvai Péter és Arany János. Bpest, 1878. (Különny. a soproni főreáliskolai Értesítőjéből. Ism. Századok).
- Arany János tetemre hivása. Fejtegeti… Bpest, 1879. (M. Könyvesház 53. Különny. a Figyelőből. Ism. P. Napló 172. 184. sz.).
- Kell-e latin és görög nyelv a középiskolában? Közoktatásügyünk reformjához. A klasszikusok s a latin és görög nyelv. Bain véleménye. Nemzeti középiskola. Bpest, 1881.
- Összegyűjtött tanulmányok. Sopron, 1882. (Társadalmi irány és hatása, Kurzbold- és Toldy-monda, Arany János «Tetemre hivása», A Tetemre hivás vitája, válasz a Philol. Közlönynek, a Pesti Naplónak és a M. Nyelvőrnek, Aesthetikai levél a fönségesről, megjelent a Főv. Lapokban, szomorúról és vészesről, lyrikus költőről, Toldy Ferencz emlékezete, Frankenburg Adolf, Tompa Mihály, Beck Károly; Th. T. Vischer regénye, Auch Einer, Egy aesthetika-történeti mű, Aesthetikai áramlat). Kiadták barátai.

Szerkesztette a Sopron c. hírlapot 1876. febr. 5-től júniusig; a Sopronvidéki Lapokat 1876. ápril. 15-től jún. 24-ig és a Külföld c. havi folyóiratot Ujvári Bélával együtt Sopronban 1879. januártól, melynek hat füzete jelent meg.